# Vigoro

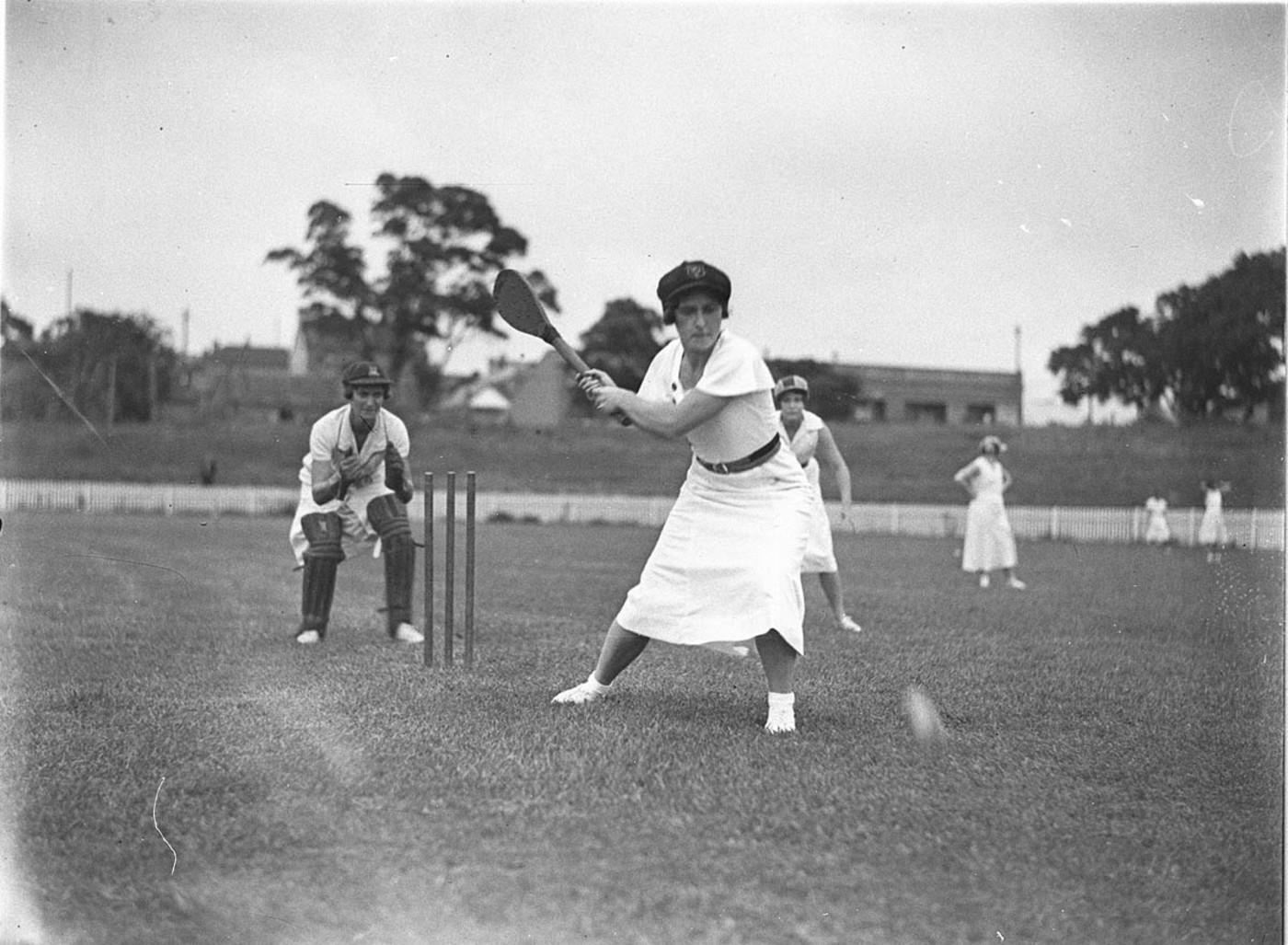
Vigoro-Spieler in Aktion am Wicket (1929)

Vigoro ist eine Ballsportart (Schlagballspiel). Es wurde 1908 von dem Engländer John George Grant zunächst ohne großen Erfolg in Australien vorgestellt. Erst als Grant zehn Jahre später auf den fünften Kontinent  zurückkehrte, fand sein Spiel unter den weiblichen Schulabgängern in Sydney eine große Interessengemeinschaft. Bereits ein Jahr darauf erfolgte die Gründung der ersten Vigoro-Vereinigung. Vigoro wird noch heute in Teilen Australiens gespielt, besonders in Queensland.
Das Spiel ähnelt dem Cricket. Die Schläger erinnern jedoch eher an Kanupaddel. Ein Team besteht aus 11 Spielerinnen. Die zwei Werferinnen pro Team (Bowler) werfen abwechselnd mit farblich unterschiedlichen Bällen (weiß und rot) anders als beim Cricket nur von einer Seite des Spielfeldes aus. Durch wenige, jedoch gravierende Regeländerungen ist Vigoro ein erheblich schnelleres Spiel als Cricket.
An den All Australian Championships nehmen die Auswahl-Teams der Staaten Queensland, New South Wales und Tasmania in vier Alters- bzw. Leistungsklassen teil (state 1, state 2, state juniors, state veterans).